# Самен (стадион)
Стадио́н Саме́н (перс. استاديوم ثامن الائمه‎) — многоцелевой стадион, расположенный во втором по крупности городе Ирана Мешхеде. Построен в 1980—1983 годах, открыт в 1983 году. В 2004 году на стадионе проводилась масштабная реконструкция. Вмещает в себя 35 тысяч зрителей, до реконструкции вмещал 15 тысяч зрителей. Является домашней ареной для местных футбольных клубов «Абумуслим» и «Падидех». Второй по крупности стадион Мешхеда (после стадиона «Эмам Реза», вмещающего 35 800 зрителей), а также восьмой по крупности во всём Иране.